# Hessischer Turnverband

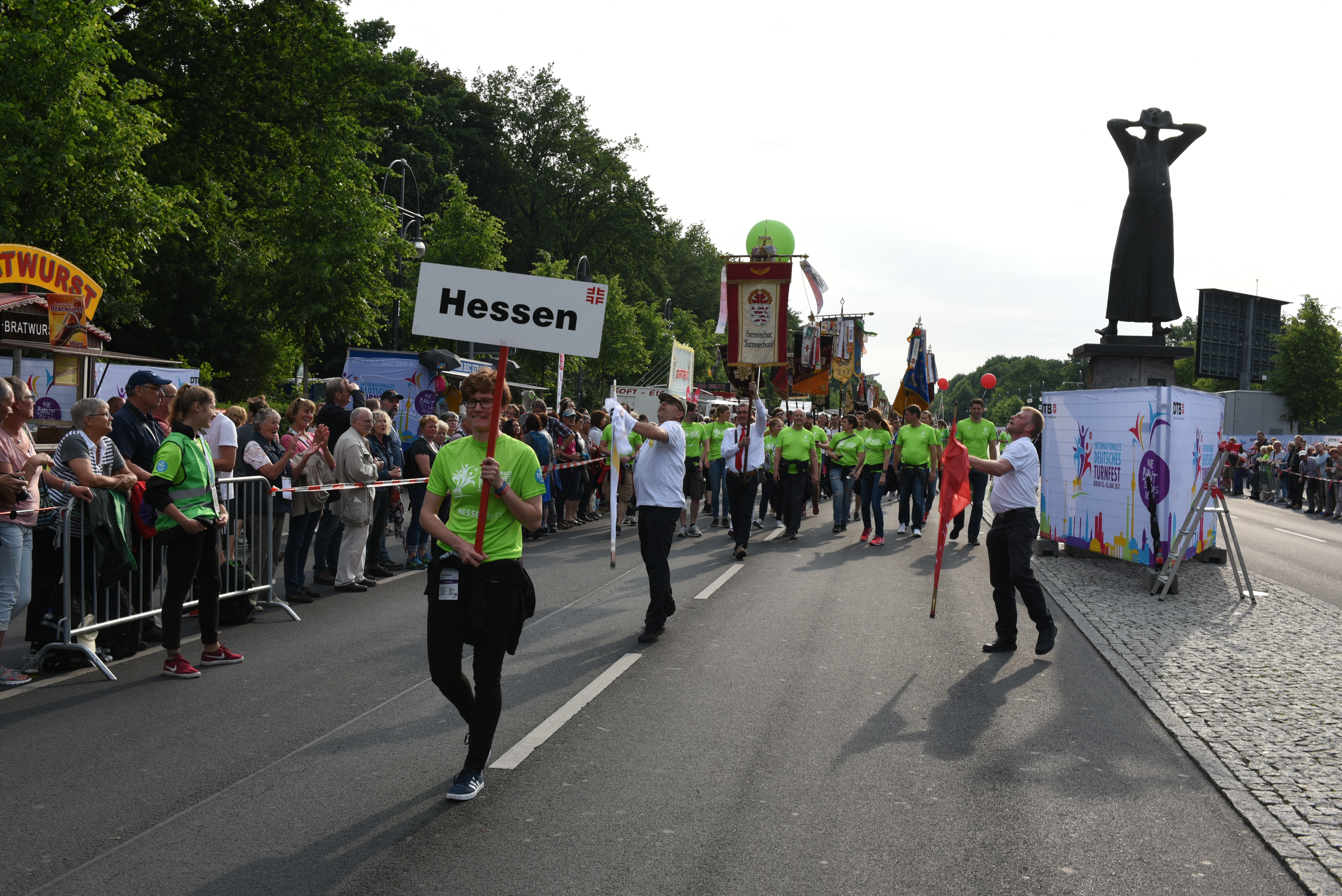
Der Hessische Turnverband beim Internationalen Deutschen Turnfest 2017.

Der Hessische Turnverband ist der mitgliederstärkste Verband im Landessportbund Hessen mit Sitz in Frankfurt am Main. Hauptamtlicher Geschäftsführer ist Torsten Minninger, Präsident ist Ulrich Müller.
Der HTV ist der Fachverband für das Turnen im Bundesland Hessen. Sein sportliches Angebot erstreckt sich von leistungsorientiertem Gerätturnen, Trampolin- und Rhönradturnen, Sportgymnastik und Orientierungslauf sowie über breitensportlich orientiertes Turnen, Gymnastik, Aerobic, Leichtathletik, Skilauf, Wandern, Rhönradturnen, und Tanz, bis hin zu den Turnspielen wie Ringtennis, Prellball, Faustball, Rope Skipping und Indiaca. Für die Ausbildung seiner Mitglieder betreibt er das Turn-, Leistungs- und Bildungszentrum Alsfeld.
Zusätzlich zu seinem sportlichen Angebot, bietet der Verband auch eine Abteilung Musik- und Spielmannswesen an und betreibt das Sinfonische Landesblasorchester Hessen. Er ist unter anderem Mitglied in der Arbeitsgemeinschaft Hessischer Musikverbände e.V.
Erfolgreichster Turner des Verbandes auf Bundesebene und an internationalen Wettkämpfen ist Fabian Hambüchen.

## Veranstaltungen
Alle vier Jahre veranstaltet der Hessische Turnverband das Hessische Landesturnfest, mit jeweils etwa 10.000 Teilnehmern, zuletzt im Juni 2019 in Bensheim und Heppenheim. Für Kinder und Jugendliche bis 14 Jahre veranstaltet die Hessische Turnjugend das Landeskinderturnfest.

## Jugendarbeit

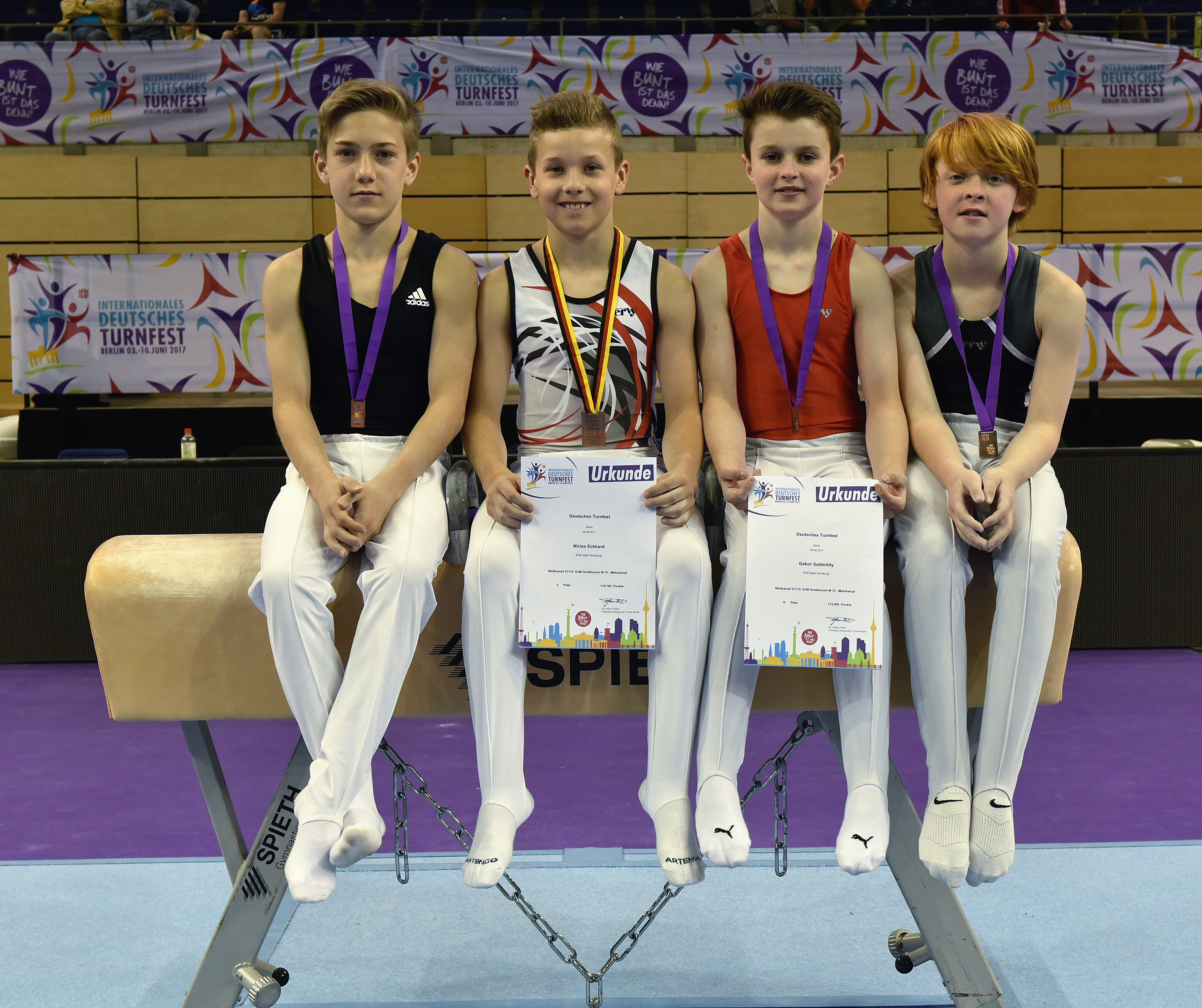
Hessische Jugendturner beim Internationalen Deutschen Turnfest 2017

Die Hessische Turnjugend (HTJ) ist die eigenständige Jugendorganisation des Hessischen Turnverbandes. Ihr gehören insgesamt knapp 242.000 Mitglieder bis 27 Jahren an. Die HTJ vertritt die Interessen von Kindern, Jugendlichen und jungen Erwachsenen sowohl in den Turn- und Sportvereinen des Hessischen Turnverbandes (HTV) als auch auf politischer Ebene. Ehrenamtliche Vorsitzende sind Annalena Mickel und Christiane Schulmayer.
Es werden Camps und Freizeiten für Kinder und Jugendliche aller Altersstufen angeboten. Zudem gibt es ein umfangreiches Angebot an Aus- und Fortbildungen. Organisiert werden auch Klassenfahrten, Klassenfindungstage und Weiterbildungen für Lehrkräfte.

## Auszeichnungen
Personen, die sich durch langjährige Mitarbeit um den Turnsport in Hessen verdient gemacht haben, ehrt der Hessische Turnverband durch Verleihung der Friedrich-Ludwig-Weidig-Plakette, die nach dem „hessischen Turnvater“ Friedrich Ludwig Weidig benannt ist.

## Turngaue
Der Verband ist in zwanzig Turngaue untergliedert.
1. TG Bergstraße
2. TG Feldberg
3. TG Frankfurt
4. TG Fulda-Eder
5. TG Fulda-Werra-Rhön
6. TG Kinzig
7. TG Lahn-Dill
8. TG Main-Rhein
9. TG Main-Taunus
10. TG Mittelhessen
11. TG Mittellahn
12. TG Mitteltaunus
13. TG Nordhessen
14. TG Oberlahn-Eder
15. TG Odenwald
16. TG Offenbach-Hanau
17. TG Süd-Nassau
18. TG Waldeck
19. TG Werra
20. TG Wetterau-Vogelsberg